# Шароле (графство)
Графство Шароле (фр. Comté de Charolais) — средневековое французское феодальное образование, столицей которого был город Шароль.

## История
Феодальные образования на территории Шароле известны с VIII века. В конце VIII или в начале IX века Шароле оказалось подчинено графству Отён, но в конце IX века область оказалась в составе графства Шалон.
В 1237 году граф Шалона Жан I Мудрый обменял графства Шалон и Осон герцогу Бургундии Гуго IV на богатую сеньорию Сален. В 1248 году Гуго женил своих старших сыновей на дочерях Аршамбо IX, сеньора де Бурбон, являвшихся наследницами богатых владений. Второму из сыновей, Жану, он выделил в качестве отдельного владения часть графства Шалон, получившую название Шароле. 
Жан, унаследовавший благодаря браку также сеньорию Бурбон, оставил только одну дочь Беатрис. Уже после смерти отца она в 1272 году была выдана замуж за Роберта, графа де Клермон-ан-Бовези, младшего из сыновей короля Франции Людовика IX Святого. Возможно именно тогда Шароле получило статус графства. Оно было разделено на четыре баронии (Мон-Сен-Венсан, Люньи, Дигуэн и Жонси), а затем на пять кастелянств (Артю, Совман, Санвинь, Мон-Сен-Венсан и Донден).
После смерти Беатрис в 1310 году Шароле досталось её второму сыну, Жану I. Жан не оставил сыновей, так что Шароле после его смерти в 1316 году досталось его старшей дочери Беатрис II, которая в 1327 году вышла замуж за Жана I, графа д’Арманьяк.
В составе владений Арманьяков Шароле оставалось до 1391 года, когда Бернар VII д’Арманьяк, унаследовавший после смерти старшего брата родовые владения, продал Шароле герцогу Бургундии Филиппу Смелому. Сын Филиппа, Жан Бесстрашный в 1410 году выделил Шароле своему наследнику, Филиппу Доброму, который, в свою очередь став герцогом, также дал в 1433 году титул графа Шароле своему наследнику, будущему герцогу Карлу Смелому.
После гибели Карла в 1477 году Шароле разделила учесть герцогства Бургундии, присоединённого королём Франции Людовиком XI. Однако по Санлисскому договору, заключённому между новым королём Франции Карлом VIII с Максимилианом I Габсбургом, который претендовал на наследство Карла Смелого как муж его дочери, Марии Бургундской, Шароле отошло к Максимилиану.
В составе владений Габсбургов Шароле оставалось до 1684 года, когда Испания была вынуждена официально признать графство, захваченное принцем Конде Людовиком II Великим, владением французской короны. Людовик Конде, в свою очередь, добился постановления Парижского парламента, признавшим Шароле его владением. 
Последним графом Шароле был Карл де Бурбон-Конде, известный разгульной жизнью и жестокостью, правнук Людовика II Конде. Он умер в 1760 году, после чего в 1761 году король Франции Людовик XV окончательно включил графство в состав королевского домена.

## Список графов Шароле
Старший Бургундский дом
- 1248—1267: Жан (ок. 1231 — 1267), граф Шароле с 1248, сеньор де Бурбон (по праву жены) с 1249, сын герцога Бургундии Гуго IV
- 1267—1310: Беатрис I (ок. 1258 — 1310), графиня Шароле с 1267, дама де Бурбон с 1287/1288, дочь предыдущего
муж: с 1272 Роберт (1256—1317), граф де Клермон-ан-Бовези с 1269, граф Шароле 1267—1310 (по праву жены), сеньор де Бурбон с 1287/1288 (по праву жены), сын короля Людовика IX Святого

Бурбоны
- 1310—1316: Жан I (1283—1316), граф Шароле с 1310, сеньор де Сен-Жаст, сын предыдущей
- 1316—1364: Беатрис II (ум. 1364), графиня Шароле с 1316, дочь предыдущего
муж: с 1327 Жан I (до 1306 — 1373), граф д’Арманьяк, де Фезансак и де Родез с 1319, виконт де Ломань и д’Овиллар 1325—1336, 1343—1373, граф де Гор 1336—1343, 1355—1364

Дом д’Арманьяк
- 1364—1384: Жан II (ок. 1327 — 1384), граф Шароле с 1364, граф д’Арманьяк, де Фезансак, де Родез, виконт де Ломань и д’Овиллар с 1373, сын предыдущей
- 1384—1391: Бернар (ок. 1360 — 1418), граф Шароле 1384—1391, граф д’Арманьяк (Бернар VII), де Фезансак и де Родез с 1391, граф де Пардиак с 1402, коннетабль Франции с 1416, сын предыдущего

Бургундская ветвь династии Валуа
- 1391—1404: Филипп Смелый (ок. 1342 — 1404), герцог Бургундии (Филипп II) с 1363, граф Фландрии, Артуа и пфальцграф Бургундии с 1384, граф Ретеля 1384—1391, граф Шароле с 1391
- 1404—1410: Жан III Бесстрашный (1371—1419), герцог Бургундии (Жан I) с 1404, граф Бургундии и Артуа с 1405, граф Невера 1384—1404, граф Шароле 1404—1410, сын предыдущего
- 1410—1433: Филипп II Добрый (1396—1467), граф Шароле 1410—1433, герцог Бургундии (Филипп III), граф Бургундии и Артуа с 1419, маркграф Намюра с 1429, герцог Брабанта и Лимбурга с 1430, граф Геннегау (Эно), Голландии и Зеландии с 1432, герцог Люксембурга с 1443, сын предыдущего
- 1433—1477: Карл I Смелый (1433—1477), граф Шароле с 1433, герцог Бургундии, Брабанта, Лимбурга, Люксембурга, граф Бургундии, Артуа, Геннегау, Голландии, Зеландии, маркграф Намюра с 1467, герцог Гелдерна c 1473, сын предыдущего

В 1477—1493 Шароле было в составе домена короля Франции.
Габсбурги
- 1493—1499: Максимилиан I (1459—1519), император Священной Римской империи с 1486, эрцгерцог Австрии, герцог Штирии, Каринтии и Крайны (1493—1519), граф Шароле 1493—1499, муж Марии Бургундской, дочери предыдущего
- 1499—1506: Филипп IV Красивый (1478—1506), король Кастилии с 1504 (Филипп I), герцог Бургундского государства с 1482, сын предыдущего
- 1506—1555: Карл II (1500—1558), император Священной Римской империи (Карл V) 1519—1555, король Испании (Карл I) 1516—1556, эрцгерцог Австрии, герцог Штирии, Каринтии и Крайны, граф Тироля 1519—1521, герцог Бургундского государства 1506—1555, сын предыдущего
  - 1506—1530: Маргарита Австрийская (1480—1530), штатгальтер Испанских Нидерландов с 1506, сестра Филиппа I (IV)
- 1555—1598: Филипп V (1527—1598), король Испании (Филипп II) с 1556, король Португалии (Филипп I), герцог Бургундского государства с 1555, сын императора Карла V
- 1598—1599: Филипп VI (1571—1621), король Испании (Филипп III), Португалии (Филипп II) и герцог Бургундского государства с 1598, сын предыдущего
- 1599—1621: Изабелла Клара Евгения (1566—1633), герцогиня Брабанта, Лимбурга, Гелдерна и Люксембурга, графиня Бургундии, Шароле, Артуа, Геннегау, маркграфиня Намюра с 1599, сестра предыдущего
  - 1599—1621: Альбрехт Австрийский (1559—1621), муж Изабеллы;
- 1621—1665: Филипп VII (1605—1665), король Испании (Филипп IV) с 1621, Португалии (Филипп III) 1621—1640, герцог Бургундского государства с 1621, сын короля Филиппа III
- 1665—1684: Карл III (1661—1700), король Испании (Карл II) и герцог Бургундского государства с 1665, сын предыдущего

Дом Бурбон-Конде
- 1684—1686: Людовик II Великий (1621—1686), 4 герцог Энгиенский 1621—1646, 4 принц Конде, 1 герцог де Бурбон, 2 герцог де Монморанси, герцог де Шатору, де Бельгард и де Фронсак, граф Сансера с 1646, граф Шароле с 1684
- 1686—1709: Генрих III (1643—1709), 5  герцог Энгиенский 1646—1686, 5 принц Конде, 2 герцог де Бурбон, 3 герцог де Монморанси до 1689 г, герцог де Шатору, де Бельгард и де Фронсак, граф Сансера и Шароле с 1686, сын предыдущего
- 1709—1710: Людовик III (1668—1710), 6 герцог Энгиенский 1686—1709( с 1689 герцог-пэр), 6 принц Конде, 3 герцог де Бурбон, герцог де Шатору, де Бельгард и де Фронсак, граф Сансера и Шароле с 1709, сын предыдущего
- 1710—1760: Карл (1700—1760), граф Шароле с 1710, сын предыдущего